# Wilde Kreaturen
Wilde Kreaturen (Originaltitel: Fierce Creatures) ist eine US-amerikanisch-britische Filmkomödie aus dem Jahr 1997. Regie führten Fred Schepisi und Robert Young, das Drehbuch schrieben John Cleese und Iain Johnstone. Die Hauptrollen spielten John Cleese, Jamie Lee Curtis und Kevin Kline.

## Handlung
Der Marwood-Zoo in der Nähe von London wird an das Unternehmen Octopus Inc. verkauft. Der Besitzer von Octopus Inc., Rod McCain, verlangt, dass alle Unternehmen seines Konzerns eine hohe Rendite von 20 % erwirtschaften. Um dies zu erreichen, sollen nur noch tödliche und gefährliche Tiere im Marwood-Zoo präsentiert werden, da diese als publikumswirksamer betrachtet werden. Die ehrgeizige Managerin Willa Weston und der Sohn des Chefs, Vince, werden beauftragt, die Vorgaben umzusetzen.
Als einige Tiere des Zoos als zu harmlos und nicht publikumswirksam genug eingestuft werden, erklärt sich der Direktor des Zoos, Rollo Lee, vorgeblich bereit, sie zu töten. Angeblich müsse er in seinem Job Härte zeigen, denn Octopus Inc. werde durch Terror regiert. Tatsächlich versteckt Lee die Tiere aber in der eigenen Wohnung. Die anderen Tiere werden u. a. durch vorgetäuschte Unfälle als sehr gefährlich dargestellt.
Als Weston und Vince McCain Lee mitten in der Nacht anrufen, um mit ihm Firmendetails zu besprechen, nennt er einige der versteckten Tiere bei ihren weiblichen Namen, um diese zur Ruhe zu bringen. Weston und McCain sind überzeugt, in Lees Wohnung finde eine Orgie statt. Sie kommen persönlich nach England, um die Leitung des Zoos zu übernehmen, und stufen Lee in der Mitarbeiterhierarchie herunter. Während er sein neues „Büro“ im ehemaligen Raubtiergehege bezieht, finden Lees Mitarbeiter heraus, dass die angeblich getöteten Tiere in Wirklichkeit gar nicht tot sind, womit zuvor aufgekommene Spannungen verfliegen. Weston und McCain bekommen mit, wie zwei junge Tierpflegerinnen aus Dankbarkeit Rollo küssen. McCain ist angeekelt und verwarnt Lee; Weston ist fasziniert von Rollos vermeintlicher Virilität.
Die Maßnahmen zeitigen erste Erfolge; der Umsatz steigt. Bei einem Inspektionsbesuch eröffnet Rod seinem überraschten Sohn jedoch, dass der Zoo so oder so dicht gemacht und in ein Golfresort umgewandelt werden soll. Außerdem teilt er ihm mit, dass er sich im Todesfall cryogenisch behandeln und sein Geld für eine spätere Wiedererweckung in eine Stiftung stecken werde, so dass sein Sohn leer ausgehe. Bei diesem Gespräch werden sie von Rollo und weiteren Zoomitarbeitern belauscht; Willa interpretiert dies fälschlicherweise als weitere Orgie.
Rollo und Willa, die sich zunehmend näher kommen, finden heraus, dass Vince McCain einen Teil des Umsatzes unterschlagen hat. Als sein angereister Vater dies erfährt und droht, seinen Sohn verhaften zu lassen, wird er versehentlich erschossen. Mit der Hilfe der Mitarbeiter des Zoos gelingt es Vince, sich gegenüber der Polizei als sein Vater auszugeben und in dieser Rolle sich selbst per Testament Octopus Inc. zu vererben, den Adlatus seines Vaters fristlos zu entlassen sowie den Zoo als Stiftung den Mitarbeitern zukommen zu lassen.
Weston und Lee werden ein Paar. In der letzten Szene küsst Rollo Willa, die er versehentlich Wanda nennt, dabei gibt er zu, bereits lange keine Beziehung mit einer Frau gehabt zu haben.

## Kritiken
James Berardinelli schrieb auf ReelViews, der Film sei nicht ganz so „gewagt“, „witzig“ oder „liebenswert“ wie Ein Fisch namens Wanda, aber dennoch amüsant und gut für einige „herzhafte“ Lacher. Berardinelli lobte vor allem die Darstellung von John Cleese.
Cinema bescheinigt dem Film eine „bemerkenswerte Witzdichte“, „entlaufene Taranteln, amouröse Verwicklungen und vermeintlich tote Tiere, die sich in Wirklichkeit quietschfidel in Rollos engem Apartment tummeln, sorgen für reichlich Lacher“, „die nicht so verschroben britisch daherkommen wie in ‚Wanda‘, sondern weitaus gradliniger. Eben typisch Hollywood“.
Das Lexikon des internationalen Films meint, dass der Film „eine über weite Strecken turbulente Satire auf die Freizeitindustrie und ihre Auswirkungen“ sei, „die trotz einiger geschmacklicher Entgleisungen mit viel schwarzem Humor gemischte vergnügliche Unterhaltung bietet“.
Die Deutsche Film- und Medienbewertung FBW in Wiesbaden verlieh dem Film das Prädikat „besonders wertvoll“.

## Hintergründe
Zahlreiche Darsteller wie John Cleese, Jamie Lee Curtis, Kevin Kline und Michael Palin arbeiteten schon früher beim Film Ein Fisch namens Wanda zusammen, die Handlung weist jedoch keine Zusammenhänge auf. Allerdings gibt es mehrere Anspielungen auf den Film. So nennt John Cleese Jamie Lee Curtis einmal Wanda anstatt Willa, was ihr Rollenname bei Ein Fisch namens Wanda war. Er wird aber von ihr korrigiert. Die Rolle des Rollo Lee ist eine Hommage an den Gründer des Jersey-Zoos Gerald Durrell. Im Buch zum Film wird berichtet, dass der von John Cleese dargestellte Rollo Lee der Bruder von Archie Leach sei, dem Anwalt aus Ein Fisch namens Wanda, der ebenfalls von John Cleese gespielt wird. Das Buch erzählt, Rollo Lee heiße eigentlich Rollo Leach, habe aber in Japan als Polizist gearbeitet, und die Japaner, die den Namen Leach nicht aussprechen konnten, hätten nur Lee gesagt. Um nicht mit seinem Bruder Archie, der mittlerweile als Diamantendieb gesucht wurde, in Verbindung gebracht zu werden, nahm er den Namen Lee an.
Marwood, der Name des Zoos, ist der zweite Vorname von John Cleese. Es ist auch der Vorname seines Großvaters mütterlicherseits.
In der Szene, in der sich eine aufgebrachte Besuchergruppe um eine am Bein verletzte Besucherin versammelt, die auf einer Trage liegt, und an deren blutender Wunde der Zoodirektor Rollo Lee leckt, um die Echtheit des Blutes zu überprüfen, merkt eine ältere Dame mit beigefarbenem Hut an, der Direktor müsste eher Christopher Lee heißen. Dabei spielt die Dame auf den Schauspieler Christopher Lee an, der in zahlreichen Horrorfilmen den nach Blut dürstenden Grafen Dracula verkörperte, eine Paraderolle von Lee. In einer späteren Szene, in der Willa Weston und Vince McCain einen männlichen Gorilla in seinem Gehege betrachten, erinnert sich Willa Weston daran, mit ihrem Vater früher oft den Zoo Atlanta besucht zu haben, um sich dort den Gorilla Willie B. anzuschauen. In der Szene, in der Vince McCain das Sponsoring-Bild von Bruce Springsteen im Schildkröten-Gehege enthüllt, erklingt dessen Song Hungry Heart von 1980. In mehreren heiklen Situationen wird dem Zoodirektor Rollo Lee missverständlich Zoophilie unterstellt, zum Beispiel durch das Schaf, das unverhofft auf einem Bett steht.

## Synchronisation
Wilde Kreaturen wurde von der Berliner Synchron synchronisiert. Das Dialogbuch schrieb Arne Elsholtz, der auch die Dialogregie führte und Kevin Kline synchronisierte.
| Darsteller       | Deutscher Sprecher       | Rolle             |
| ---------------- | ------------------------ | ----------------- |
| John Cleese      | Thomas Danneberg         | Rollo Lee         |
| Jamie Lee Curtis | Uta Hallant              | Willa Weston      |
| Kevin Kline      | Arne Elsholtz            | Vince/Rod McCain  |
| Robert Lindsay   | Frank Glaubrecht         | Sydney Lotterby   |
| Michael Palin    | Michael Nowka            | Adrian Malone     |
| Carey Lowell     | Daniela Hoffmann         | Cub Felines       |
| Cynthia Cleese   | Nana Spier               | Pip Small Mammals |
| Maria Aitken     | Kerstin Sanders-Dornseif | Di Harding        |